# Partenza di Carlo per la Spagna vista da terra
La Partenza di Carlo per la Spagna vista da terra è un dipinto olio su tela di Antonio Joli, realizzato nel 1759 e conservato all'interno del Museo nazionale di Capodimonte, a Napoli.

## Storia e descrizione
Il dipinto è stato realizzato nel 1759 da Antonio Joli su espressa volontà della corte partenopea per immortalare la partenza di Carlo III da Napoli, a seguito della morte dei suoi due fratelli maggiori, quando diventa re di Spagna: si tratta di un evento che ebbe una notevole risonanza presso le corti europee, tanto che viene ritratto in numerose opere come quelle conservate al palazzo della Prefettura di Napoli, al Museo del Prado, al Kunsthistorisches Museum e all'ambasciata spagnola di Lisbona, andata perduta nel 1973; quella conservata nella sala 33 del Museo di Capodimonte, nella zona dell'Appartamente Reale della reggia di Capodimonte è stata realizzata in duplice copia ma con diverso punto di osservazione: uno da terra, l'altro dal mare.
La scena centrale del dipinto, ossia la flotta di navi pronte a salpare alla volta della Spagna, ancora ferma al centro della darsena del porto di Napoli, con le vele ammainate, è inquadrata da due elementi architettonici appena visibile ai lati del quadro; in primo piano si nota la moltitudine di persone accorse per assistere all'evento, in particolare clericali, cortigiani e aristocratici, tra cui spicca la figura del primo segretario Bernardo Tanucci che va incontro alla carrozza reale: si tratta quindi del momento dell'imbarco dei sovrani avvenuto il 6 ottobre 1759. Sullo sfondo le vedute del Vesuvio, della costiera sorrentina e dell'isola di Capri.